# Kamenovo (Petrovac na Mlavi)
Pour les articles homonymes, voir Kamenovo.
Kamenovo (en serbe cyrillique : Каменово) est un village de Serbie situé dans la municipalité de Petrovac na Mlavi, district de Braničevo. Au recensement de 2011, il comptait 904 habitants.
Kamenovo est situé sur les bords de la rivière Mlava, un affluent du Danube.

## Démographie

### Évolution historique de la population
| 1948  | 1953  | 1961  | 1971  | 1981  | 1991  | 2002  | 2011 |
| ----- | ----- | ----- | ----- | ----- | ----- | ----- | ---- |
| 1 612 | 1 628 | 1 587 | 1 555 | 1 411 | 1 227 | 1 010 | 904  |

|  |